# 菜 (姓)
菜（さい）は、漢姓の一つ。

## 中国の姓

### 著名な人物
- 菜謙益 - 農学者。

## 朝鮮の姓
菜（さい、チェ、朝: 채）は、朝鮮人の姓の一つである。
池成龍が壬辰の乱の武功により、菜姓を下賜され、誕生した。彼は蔚珍（青松）池氏の都始祖池瑞龍の兄弟ともいう。

### 著名な人物
- 菜成龍 - 朝鮮の武人。
- 菜有龍 - 朝鮮の文官。
- 菜彦忠 - 朝鮮の文官。
- 菜汝忠 - 朝鮮の文官。

### 氏族
菜成龍を始祖とする英陽菜氏は2000年時点で576世帯1816人がいた。
晋州菜氏は1930年度時点で、慶尚南道統営邑統営邑吉野洞の菜淳木の1世帯がいた。彼は全羅南道の人物だというが、民籍法施行の際に晋州蔡氏と間違えた物と思われる。2000年時点では483世帯1627人がいた。
| 氏族（地域） | 創始者 | 人数（2015年） |
| ------------ | ------ | -------------- |
| 仁川菜氏     |        | 50             |
| 平康菜氏     |        | 121            |

### 人口と割合
2015年の時点で韓国全国で186人がいる。